# Гай Лициний Лукулл
Гай Лициний Лукулл (лат. Gaius Licinius Lucullus; III—II века до н. э.) — римский политический деятель из плебейского рода Лициниев, народный трибун 196 года до н. э.
Известно, что во время своего трибуната Гай Лициний внёс предложение учредить должность триумвиров-эпулонов, которое было принято. Одним из первых членов этой коллегии стал сам Лукулл. В 191 году до н. э. он был дуумвиром и в этом качестве посвятил храм Ювенты в Большом цирке. Этот храм был построен во исполнение обета Марка Ливия Салинатора, данного в день разгрома Гасдрубала Баркида при Метавре.
Согласно одной из гипотез, сыном или внуком Гая Лициния был Луций Лициний Лукулл, консул 151 года до н. э. и предок всех последующих Лициниев Лукуллов